# Izvorul de lângă stația de cale ferată Naslavcea
Izvorul de lângă stația de cale ferată Naslavcea este un monument al naturii de tip hidrologic în raionul Ocnița, Republica Moldova. Este amplasat în preajma stației de cale ferată Naslavcea. Ocupă o suprafață de 0,5 ha. Obiectul este administrat de Primăria satului Naslavcea.

## Descriere
Locul de scurgere a apei este amenajat ca o fântână cu pereți de piatră, împrejurul căreia este improvizat un gard de nuiele. Puntea de acces este asigurată de doi stâlpi de beton așezați orizontal.
Izvorul are apă rece, este oligomineral după gradul de mineralizare și descendent de vale din punct de vedere geologic. După compoziția chimică, este un izvor cu apă hidrocarbonat-sulfatată–magneziu-sodiu-calcică. Apa este potabilă, fără miros, incoloră, neutră (pH 7,2) și aproape de limita de poluare cu nitrați (35 mg/l, adică 70% din concentrația maxim admisă).

## Statut de protecție
Izvorul este un obiect hidrologic de valoare națională, cu debit mare, de 18 l/min. Apa este bună pentru irigare și este folosită în scopuri alimentare și casnice de locuitorii unei mahalale din sat. Izvorul contribuie, de asemenea, la debitul râulețului Chisărău, care curge paralel cu linia de cale ferată.
Din 1998, conform Legii nr. 1538 privind fondul ariior naturale protejate de stat, izvorul are statut de monument al naturii. În anexele legii, se atestă că acesta aparținea Întreprinderii Agricole „Vatutin”. Între timp, izvorul a trecut la balanța Primăriei.
Zona adiacentă nu este împădurită, fiind populată doar de câteva exemplare de salcie și alun. Pășunatul animalelor nu se prea practică. Pentru ameliorarea situației ecologice, se recomandă înverzirea teritoriului și instalarea unui panou informativ, iar însăși construcția izvorului se cere îmbunătățită prin montarea unui uluc sau săparea unui canal de scurgere spre râuleț.